# Synagoge (Dombóvár)

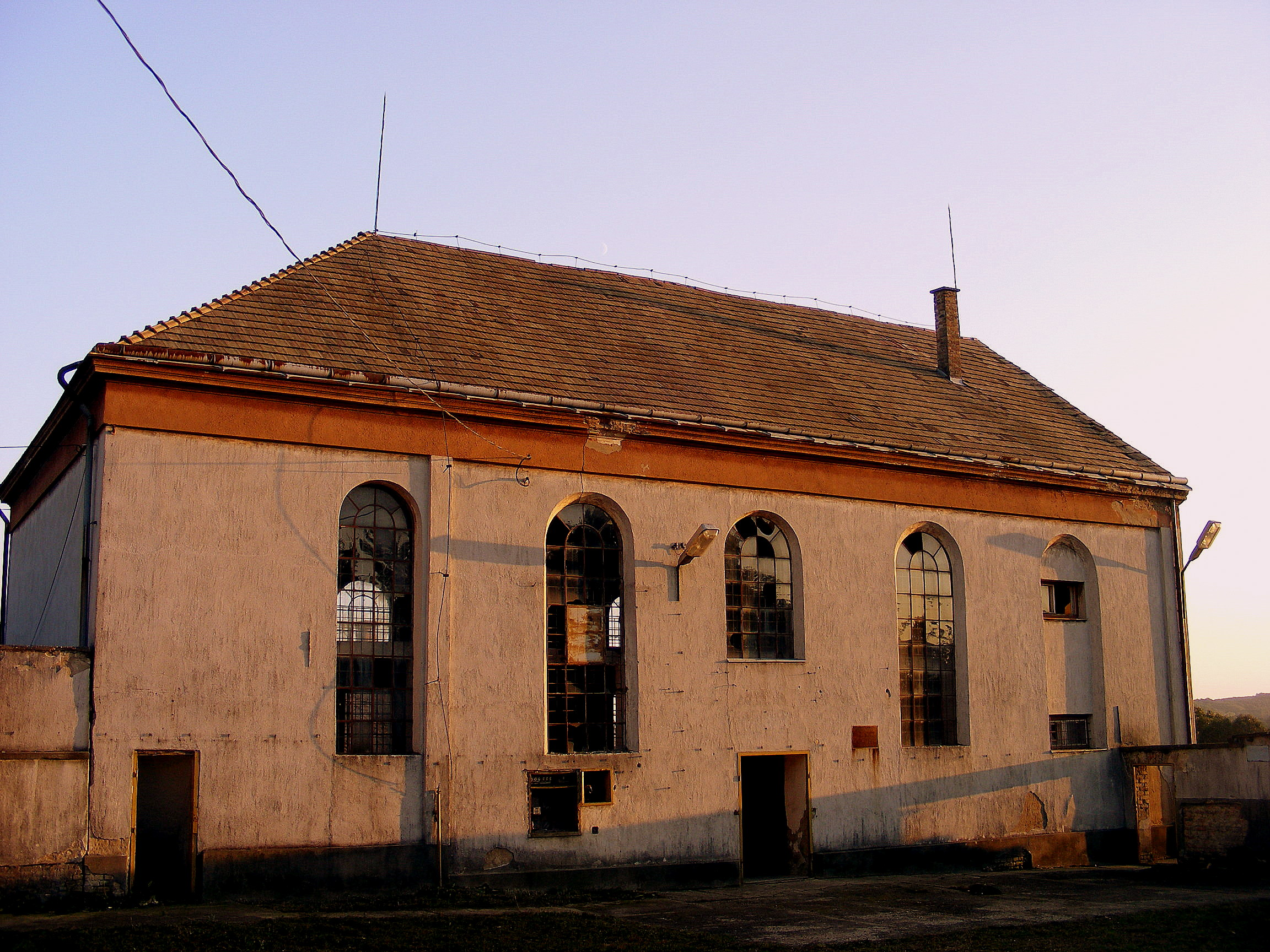
Synagoge in Dombóvár

Die Synagoge in Dombóvár, einer ungarischen Stadt im Komitat Tolna, wurde in den 1880er Jahren errichtet. Die  profanierte Synagoge ist ein geschütztes Kulturdenkmal. Sie ist verfallen.

## Geschichte
Als Erbauungsjahr wird 1885 angegeben. Die ebenfalls angegebene Jahreszahl 1868 bezieht sich wahrscheinlich auf ein Vorgängergebäude. Ein Foto in dem Buch von Rudolf Klein zeigt ein völlig anderes Bauwerk. Vermutlich wurde dieses durch die neue Synagoge ersetzt.
Die Synagoge wurde bis zum Zweiten Weltkrieg genutzt. Nach der Ermordung der jüdischen Bevölkerung im Holocaust wurde sie 1964 zu einem Möbellager umgebaut. Dabei wurde eine zweite Etage eingezogen. Seit einigen Jahren steht sie leer und verfällt.

## Architektur
Das Gebäude hat nach Osten hin ein Walmdach und auf der Westseite ein Giebeldach. Die Längsseiten zum Süden und Osten haben hohe Rundbogenfenster.
Im Inneren sind noch die Stützpfeiler der ehemaligen Frauenempore erhalten. Ebenfalls sind noch Teile der Wandgemälde zu sehen.
Ungewöhnlich ist, dass sich die Treppenaufgänge zur Frauenempore an der Ostseite hinter dem Toraschrein befinden.